# Bardaruex
Bardaruex o Valle de Aruej fue la denominación que durante los siglos XI y XII se daba a parte de lo que hoy es el Valle del Aragón y que se correspondería a los términos municipales de Villanúa y Castiello de Jaca. El Señorío asentado en Aruej  adquiere gran importancia en la Alta Edad Media, siendo su Señor el encargado de mantener franco el paso de peregrinos, gentes y mercancías por el Puerto del Somport.

## Historia
Es el asentamiento del Valle del Aragón del que se tienen noticias más antiguas. La primera referencia histórica se recoge en las Crónicas visigodas de Toledo del s.VII en las que se establecía como función del Señor de Aruej (perteneciente a la nobleza pirenaica) el mantener abierta militarmente la calzada del Summo Porto romano (Somport) y durante el reinado del rey navarro Sancho III el Mayor se describen los puertos pertenecientes al señor de Aruej.
El Señorío adquiere gran importancia en la Alta Edad Media (s.XI-XII) llegando a dar nombre a lo que hoy día son los términos municipales de Villanúa y Castiello de Jaca como Valle de Aruej (Bardaruex).
La creación por parte del Rey de la Villa Nueva (Villanúa) (con hombres libres, propiedades y derechos) frente a Aruej y como contrapoder, da lugar a problemas de convivencia (pastos, aprovechamientos y lindes) entre las partes, que darán como resultado entre el siglo XII y el siglo XIX a varias 'Cartas de Paz' para solucionarlos, estableciéndose la divisoria entre ambos municipios en el río Aragón.

## Geografía
Se halla claramente diferenciado del resto del valle, pues mientras Collarada lo cierra por el norte del Valle de Canfranc, el estrecho de Torrijos lo hace por el sur del Campo de Jaca, quedando al oeste el Valle de Borau y al este el Valle de la Garcipollera.
Dicha vecindad geográfica es el único signo de conciencia de comunidad, pues los pueblos integrantes (Aruej, Villanúa, Santiago, Izuel, Lierde, Aratorés, Esporrín, Atrosillo y Castiello de Jaca) nunca formaron una entidad supramunicipal común.